# Annobón
Annobón avagy Pagalú egy Egyenlítői-Guineához tartozó kis vulkanikus sziget az Atlanti-óceán déli részén, egyben az ország hét tartományának egyike is. A tartomány fővárosa San Antonio de Palé.

## Földrajza
Afrika nyugati partján, a Guineai-öbölben, São Tométól 190 kilométerre délnyugati irányban helyezkedik el. A kontinensen Gabon fekszik legközelebb hozzá, 355 km-re. A sziget 7,3 km hosszú és valamivel több mint 3 km széles. Közepén található a Lago Mazafin (vagy Lago A Pot) nevű krátertó, a legnagyobb város, San Antonio de Palé a sziget északi partján fekszik. Éghajlata trópusi.
Lakói egy portugál alapú kreol nyelven, a Fa d’Ambó nyelven beszélnek.

## Történelme
A szigetet a portugál João de Santarém és Pêro Escobar pillantotta meg először 1471. szeptember 21-én, de csak következő év első napján szálltak partra. Innen ered neve is, mivel a portugál Ano-Bom név jó évet jelent. A portugálok egy év múlva népesítették be az addig lakatlan területet Angolából és São Toméról hozott néger rabszolgákkal. 1645-ben spanyol és olasz kapucinusok egy csoportja érkezett a szigetre. 1778-ban, az El Pardó-i szerződés és a San Ildefonso-i szerződés alapján (cserébe a brazil partoknál fekvő Santa Catarina-szigetért) Spanyolországhoz került, és Spanyol Guinea része lett. A gyarmat 1968-ban vált függetlenné Egyenlítői-Guinea néven.
Francisco Macías Nguema véres diktatúrája idején a sziget a Pigalu vagy Pagalu nevet kapta. Lakosságát a diktatúra elnyomta, sőt a kontinensen élő, spanyol ajkú guineaiak is ellenérzéssel viseltettek az annobóniak iránt, ami miatt Nguema bukása után szeparatista mozgalom látszott kibontakozni. Erre válaszul Egyenlítő-Guinea elszigetelte a Annobónt 1993-ban és megtiltotta a humanitárius szervezeteknek, hogy a szigetre lépjenek. A konfliktus nemzetközi nyomásra rendeződött. A sziget autonómiáját Portugália és portugál nyelvű afrikai országok, mint São Tomé és Príncipe támogatják.